# 清川村立宮ヶ瀬中学校
清川村立宮ヶ瀬中学校（きよかわそんりつみやがせちゅうがっこう）は、神奈川県愛甲郡清川村宮ヶ瀬にある公立中学校。

## 沿革
- 1947年（昭和22年）5月1日 - 宮ヶ瀬村立宮ヶ瀬中学校として創立。当時は、宮ヶ瀬小学校南側職員住宅1棟を2教室に仕切り、1学年・2学年教室とし、3学年生徒は、鳥屋中学校で、それぞれ開校式を行った。
- 1948年（昭和23年）9月1日 - 丹沢山寮（報国寮）の講堂を払い下げ、宮ヶ瀬村宮ヶ瀬1483番地に移転。
- 1949年（昭和24年）4月3日 - 宮ヶ瀬字江之島の山林一町歩へ杉苗3,000本を植樹して宮ヶ瀬中学校林とする。
- 1956年（昭和31年）10月1日 - 宮ヶ瀬村と煤ヶ谷村が合併した清川村発足により、清川村立宮ヶ瀬中学校と改称
- 1957年（昭和32年）4月5日 - 学校林優良校として、県教育委員会より表彰。
- 1959年（昭和34年）2月13日 - 学校緑化優良校として、県教育委員会より表彰。
- 1967年（昭和42年）3月11日 - 校歌制定（作詞：小島喜一先生、作曲：曽我晃也先生）。
- 1986年（昭和61年）1月27日 - 新校舎竣工式（宮ヶ瀬ダム建設のため宮ヶ瀬954-1へ移転）
- 1995年（平成7年）4月1日 - 県知事より「愛鳥モデル校」の指定を受ける（3年間）。
- 1996年（平成8年）10月26日 - 宮ヶ瀬小・中学校PTA10周年記念式典挙行。
- 2008年（平成20年）8月30日 - 宮ヶ瀬和太鼓フェスティバルを開催
- 2014年（平成26年）
  - 4月 - 総合的学習・宮ヶ瀬湖畔園地でビオトープ活動を始める。
  - 10月30日 -  平成26年度神奈川県よい歯の学校表彰。
- 2019年（令和元年）7月 - 教室にエアコン設置。
- 2020年（令和2年）6月 - 宮ヶ瀬中学校区学校運営協議会（コミュニティスクール）設置。

## 学校教育目標
たくましい精神と思いやりの心に満ちた生徒の育成

### 目指す学校像
- 生徒、保護者、地域から信頼される、笑顔の絶えない学校
- 思考力・判断力を高め、基礎学力の定着に努める学校
- 生徒一人ひとりの個性を尊重し、能力を最大限に伸ばせる学校

### 目指す生徒像
- 自らの目標に向かって、自主的に学習に取り組む生徒
- 自他を大切にし、思いやりと感謝の心をもった生徒
- 自ら心身を鍛え、困難に立ち向かうことのできる生徒

### 目指す教師像
- 自らの力量を高めるために不断の努力を惜しまない教師
- 愛情と責任をもって、生徒と向き合う教師
- 協働の精神を大切にする教師

## 生徒数
2023年5月1日時点
| 学年 | 1年 | 2年 | 3年 | 特別支援 | 合計 |
| ---- | --- | --- | --- | -------- | ---- |
| 学級 | 0.5 | 0.5 | 0   | 0        | 1    |
| 児童 | 1   | 2   | 0   | 0        | 3    |

- 学級数「0.5」は、複式学級を表す。

## 進学前小学校
- 清川村立宮ヶ瀬小学校（2024年4月から休校[4]）

## 学校周辺
- 清川村立宮ヶ瀬小学校#学校周辺を参照。

## アクセス
- 清川村立宮ヶ瀬小学校#アクセスを参照。